# Xã Hayes, Quận Buena Vista, Iowa
Xã Hayes (tiếng Anh: Hayes Township) là một xã thuộc quận Buena Vista, tiểu bang Iowa, Hoa Kỳ. Năm 2010, dân số của xã này là 1.199 người.